# متحف الطبيعة والإنسان

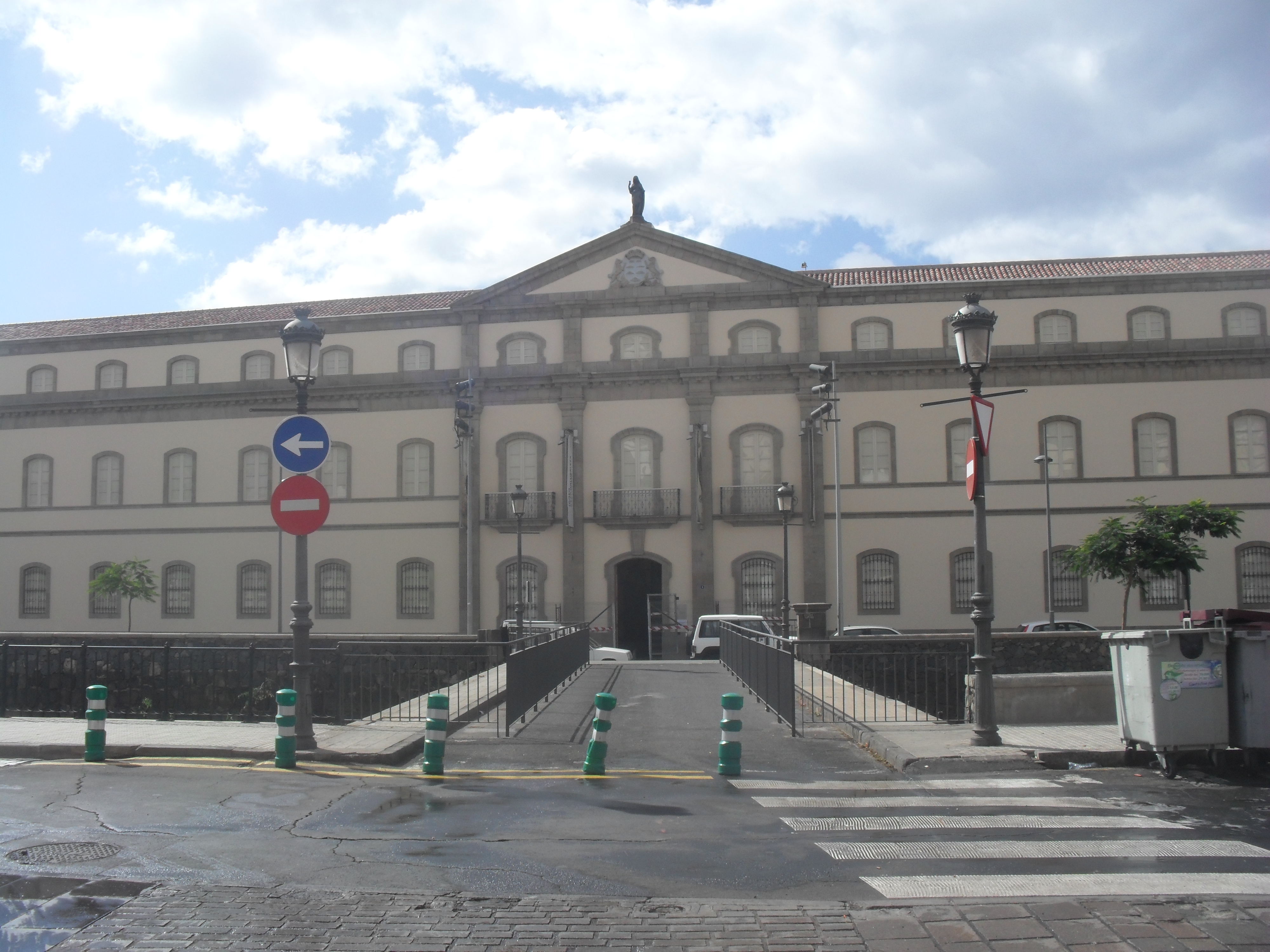
متحف الطبيعة والإنسان

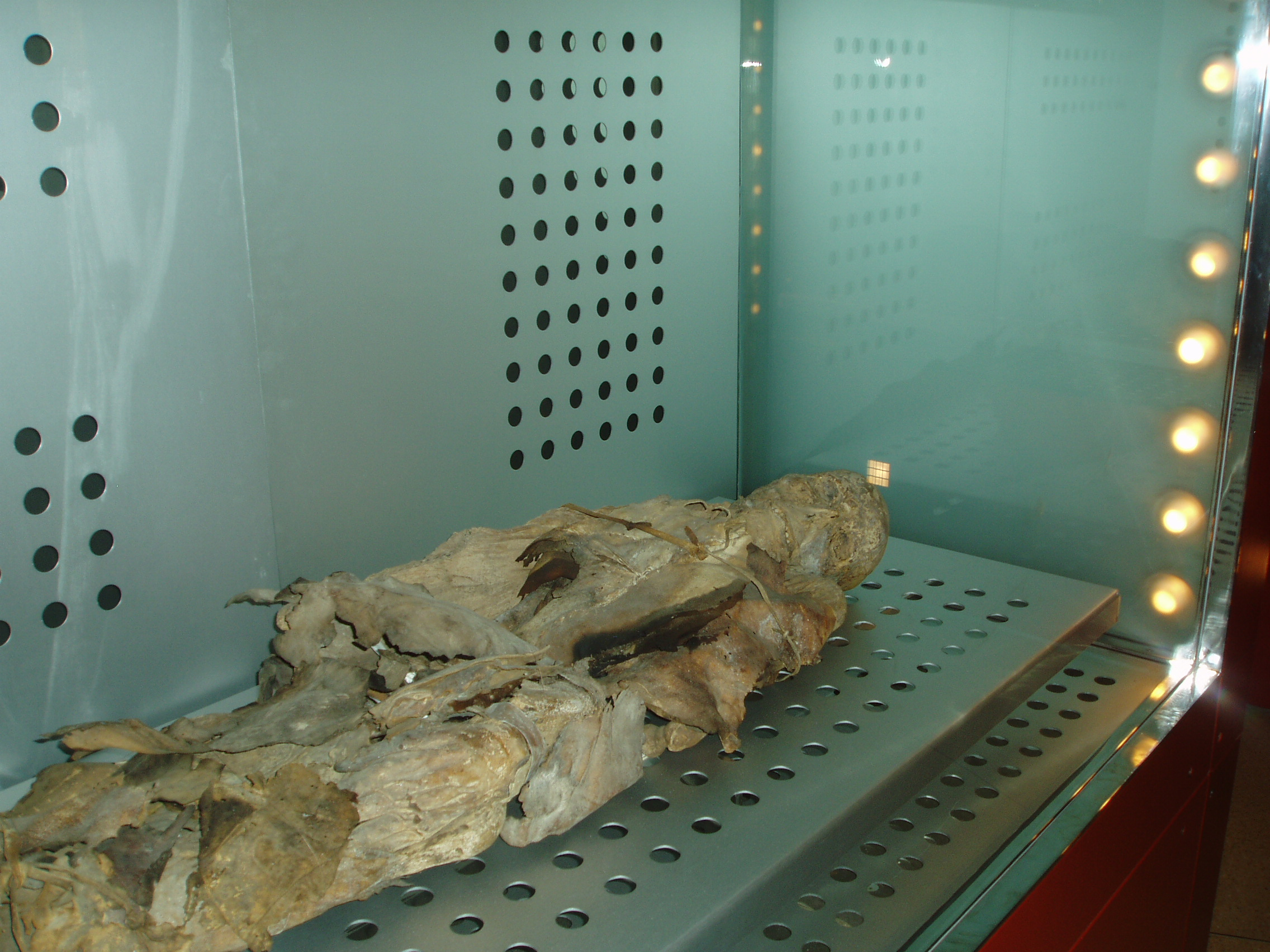
مومياء

متحف الطبيعة والإنسان (بالإسبانية :Museo de la Naturaleza y el Hombre) ، هو متحف يقع في مدينة سانتا كروس دي تينيريفه (تنريف ، جزر الكناري، إسبانيا).
داخل أغنى مجموعة من التاريخ القديم لجزر الكناري وطبيعة المتوطنة في الجزر. تعتبر واحدة من أكبر متحف في إسبانيا، والوقوف داخل المومياوات من الغوانش السكان الأصليين. كما أن لديها مجموعة كبيرة من الأواني الفخارية البربرية ومصر القديمة.

## وصلات خارجية
- Organismo Autónomo de Museos y Centros de Tenerife